# روب إيفانز (لاعب اتحاد الرغبي)
روب إيفانز (بالإنجليزية: Rob Evans)‏ هو لاعب اتحاد الرغبي بريطاني، ولد في 14 أبريل 1992 في هافرفوردويست ‏ في المملكة المتحدة.

## وصلات خارجية
- روب إيفانز عل موقع إسبنسكروم (الإنجليزية)
- روب إيفانز على موقع ItsRugby.co.uk (الإنجليزية)